# Ivan Milat
Ivan Robert Marko Milat (* 27. Dezember 1944 in Guildford, New South Wales, Australien; † 27. Oktober 2019 in Sydney) war ein australischer Serienmörder. 1996 wurde er des Mordes an sieben Rucksacktouristen im Belanglo State Forest für schuldig befunden. Seine Taten sind auch bekannt als The Backpacker Murders.

## Leben
Ivan Milat war der Sohn von Stephan und Margaret Milat in Guildford. Er kam als fünftes von insgesamt 14 Kindern zur Welt. Milat besuchte die Brother-Highschool im Süden Sydneys. Sein aus Kroatien stammender Vater arbeitete hart, doch es reichte nicht, um die große Familie zu versorgen. So mussten auch die Kinder schnell zum Familieneinkommen beitragen.
Da bereits seine älteren Brüder Schießen gelernt hatten, wurde er schon sehr früh mit Schusswaffen vertraut gemacht. Milat verließ mit 15 Jahren die Schule und wurde Bauarbeiter. Später bekam er eine Anstellung bei der Stadt, wo er 15 Jahre lang arbeitete. Ende der 1970er Jahre lernte er seine spätere Frau kennen und heiratete sie kurz nach der ersten Begegnung. Die Ehe wurde Anfang der 1980er Jahre wieder geschieden, da ihm seine  Frau Untreue vorwarf.
Im Jahre 1992 erhielt Milat einen größeren Geldbetrag von seinem Arbeitgeber, den er benutzte, um für sich und seine Schwester Shirley Soire südlich von Sydney in Eagle Vale ein Haus zu errichten.

## Taten
Am 19. September 1992 entdeckten Ken Seily und Keith Caldwell bei einer Wanderung durch den Belanglo State Forest eine Frauenleiche, die als die vermisste Britin Joanne Walters identifiziert wurde. Einige Meter von der ersten Leiche entfernt fand man die Leiche von Walters’ Freundin Caroline Clarke, der aus kürzester Entfernung mehrfach in den Kopf geschossen worden war.
Im Oktober 1993 stieß die Polizei auf die Leichen von Deborah Everist und James Gibson. Auch sie waren unter Ästen begraben und wiesen ähnliche Verletzungen auf. Kurz darauf wurden auch die Leichen von Simone Schmidl, Gabor Neugebauer und Anja Habschied freigelegt. Alle waren brutal ermordet worden und zeigten Spuren schwerer Folterung.
Da die Opfer meist paarweise getötet wurden und jeweils unterschiedliche Tötungsarten (Messer, Gewehr) festgestellt wurden, gingen die Ermittler anfänglich von zwei Tätern aus.

## Aufklärung und Verurteilung
Milat geriet ins Fadenkreuz der Ermittler, da er bereits 1971 der Entführung und Vergewaltigung zweier Frauen angeklagt worden war; damals wurde er jedoch nicht verurteilt. Außerdem war er als Waffennarr bekannt, besaß ein Grundstück in der Nähe des Belanglo State Forest und hatte, kurz nachdem die Entdeckung der ersten Leichen publik wurde, einen Nissan-Patrol-Geländewagen verkauft.
Letztlich entscheidend für den Erfolg der Ermittlungen war jedoch die Aussage des Briten Paul Onions. Dieser war 1990 auf einer Reise durch Australien per Anhalter unterwegs und wurde bei Sydney von einem Mann in einem Nissan Patrol mitgenommen, der sich als Bill ausgab. Auf der Fahrt zog der Fahrer plötzlich eine Waffe und bedrohte Onions, der jedoch fliehen konnte.
Onions identifizierte bei einer Gegenüberstellung Milat als den Mann, der ihn damals bedroht hatte. Daraufhin wurde Milat am frühen Morgen des 22. Mai 1994 verhaftet und verhört. Bei der folgenden Hausdurchsuchung wurden Gegenstände aus dem Besitz der Opfer sowie die Tatwaffen sichergestellt. Kurz darauf wurde er wegen siebenfachen Mordes angeklagt und schließlich zu sieben Mal lebenslanger Haft plus 18 Jahren Haft verurteilt. Eine Haftzeitverkürzung oder Begnadigung wurde im Urteil ausgeschlossen. Seit einem Fluchtversuch aus einem anderen Gefängnis saß er im Hochsicherheitsgefängnis in Goulburn ein. Mordmotiv war laut Anklagebehörde Mordlust.
2010 wurden erneut Überreste eines Jugendlichen im Belanglo State Forest gefunden. Im November 2010 wurde ein Verwandter Milats in diesem Fall wegen Mordes angeklagt. Im Oktober 2011 legte dieser ein Geständnis ab.

## Haft
Am 26. Januar 2009 schnitt sich Milat mit Hilfe eines Plastikmessers einen kleinen Finger ab, um ihn, wie er später behauptete, dem Obersten Gerichtshof zuzuschicken. Er wurde unter strengen Sicherheitsvorkehrungen ins Goulburn-Krankenhaus gebracht. Da der kleine Finger jedoch nicht wieder angenäht werden konnte, brachte man Milat am 27. Januar 2009 wieder ins Gefängnis zurück.
Dieser Vorfall war nicht der erste dieser Art. Im Jahr 2001 hatte er bereits Rasierklingen, Heftklammern und andere metallische Dinge geschluckt.
2011 führte Milat einen Hungerstreik durch, um eine PlayStation zu erhalten. Er verlor dabei 25 Kilogramm, erhielt die Spielkonsole jedoch nicht.
Im Mai 2019 wurde bei Milat Speiseröhren- und Magenkrebs diagnostiziert. Er erlag der Krankheit Ende Oktober 2019 im Long Bay Correctional Centre in Malaba, einem Stadtteil von Sydney.

## Opfer

### Deborah Everist
Die skelettierte Leiche der 19-jährigen Deborah Everist wurde nach dreieinhalb Jahren am 5. Oktober 1993 gefunden. Deshalb war es für die Gerichtsmediziner schwierig, die genaue Todesursache festzustellen. Ihr Schädel war zertrümmert und sie hatte mindestens eine Stichwunde, was man an den Frakturen der Knochen erkennen konnte. Doch es war nicht herauszufinden, ob ihr die Schädelfraktur erst nach dem Tod zugefügt wurde. Zudem war ihr Kiefer zweifach gebrochen, was darauf hinwies, dass sie geschlagen wurde. Mit welchem Gegenstand dies geschah, konnte man jedoch nicht mehr nachweisen. Ihr Mörder verscharrte sie in einem Wald bei Belanglo, an einer Stelle, die nur mit Gestrüpp bedeckt war.

### James Gibson
Die Überreste des 19-jährigen James Gibson wurden wie die Deborah Everists am 5. Oktober 1993 gefunden. Man nimmt an, dass die beiden zum gleichen Zeitpunkt umgebracht wurden. Die Untersuchung der Knochen ergab, dass ihm mehrere Stichwunden zugefügt worden waren. Eines der beiden Opfer sollte zweifelsfrei enthauptet werden, was jedoch nicht gelang. Bei der Identifizierung half allein sein Hut, der im Grab gefunden wurde. An ihm war eine Brosche befestigt, aufgrund derer ihn seine Eltern identifizieren konnten.

### Simone Schmidl
Die 21-jährige Simone Schmidl  war eine Deutsche aus Regensburg. Sie verschwand im Januar 1991 und wurde am 1. November 1993 gefunden. Auch ihr Körper war mit Stichwunden übersät, und sie wurde wie die anderen Opfer in einem flachen Grab, mit Gestrüpp bedeckt, begraben. In Milats Haushalt fand man Gebrauchsgegenstände Schmidls.

### Gabor Neugebauer
Der 21-jährige Gabor Neugebauer  war ein Deutscher, der mit seiner deutschen Lebensgefährtin Anja Habschied eine Australienrundreise machte. Er wurde am 4. November 1993 gefunden. Doch er wurde nicht wie die anderen Opfer begraben, sondern gegen einen Baum gelehnt. An Neugebauers Leiche fanden sich sowohl Messerstiche als auch sechs Kopfschüsse.

### Anja Habschied
Die 20-jährige Anja Habschied  starb am selben Tag wie Gabor Neugebauer. An ihrer Leiche fand man Schuss- und Stichverletzungen. Weiterhin wurde ihr der Kopf abgetrennt, der bislang nicht aufgefunden wurde.

### Joanne Walters
Die 22-jährige Joanne Walters  wurde am 19. September 1992 auf die gleiche Weise begraben vorgefunden. Auch sie hatte zahlreiche Stichverletzungen und die Polizei ging von sexuellem Missbrauch aus, der aber nie bestätigt werden konnte.

### Caroline Clarke
Die Leiche der 21-jährigen Caroline Clarke wurde einen Tag nach den sterblichen Überresten ihrer Freundin Joanne Walters gefunden. Neben Messerstichen fand man 10 Einschüsse in den Kopf. Auch bei ihr geht die Polizei von sexuellem Missbrauch aus.

## Rezeption
Die Serienmörder Ivan Milat und Bradley John Murdoch dienten als Inspiration für den australischen Thriller Wolf Creek aus dem Jahr 2005, der 2016 eine gleichnamige Fernsehserie nach sich zog.